# Rybarze
Rybarze est une localité polonaise de la gmina de Walce, située dans le powiat de Krapkowice en voïvodie d'Opole.